# یونس آلتون
یونس آلتون (انگلیسی: Yunus Altun؛ زادهٔ ۲۵ اوت ۱۹۷۷) بازیکن فوتبال اهل ترکیه است.
از باشگاه‌هایی که در آن بازی کرده‌است می‌توان به باشگاه فوتبال آلتای اسپور، باشگاه فوتبال بوکاسپور، باشگاه فوتبال قیصریه‌اسپور، باشگاه فوتبال هاتای‌اسپور، باشگاه فوتبال دیاربکرسپور، باشگاه فوتبال مرسین، باشگاه فوتبال الازیغ‌اسپور، باشگاه فوتبال چای‌کار ریزه‌اسپور، باشگاه فوتبال قونیه‌اسپور، باشگاه ورزشی کوکائلی اسپور، باشگاه ورزشی ساری‌یر، باشگاه فوتبال بورسااسپور، و باشگاه ورزشی مالاتیااسپور اشاره کرد.